# Terra Indígena Araweté Igarapé Ipixuna
A Terra Indígena Araweté Igarapé Ipixuna é uma terra indígena localizada no estado brasileiro do Pará. Regularizada e tradicionalmente ocupada, tem uma área de 940 901 hectares e uma população de 397 pessoas, do povo Araweté.